# Spark World
Spark World (スパーク・ワールド Supāku wārudo?, literalmente: Mundo Chispa) es un videojuego de acción, estrategia y laberinto lanzado en 1995 para Super Nintendo por Den'Z.  

## Historia
En un mundo distante donde los coches inteligentes gobiernan, un turbio operador de casino, que en realidad es un traficante de drogas, extiende su sombra por callejones y avenidas. Dos jóvenes coches policía, Beat y Barts, deciden tomar cartas en el asunto cuando descubren que el departamento de policía está corrompido por el jefe del sindicato criminal. La intrépida pareja deberá viajar por distintos puntos del mundo y eliminar enemigos haciendo explotar barriles de combustible. Si no estás de humor para salvar el mundo, siempre puedes jugar contra tres amigos o contra oponentes controlados por la computadora en el modo batalla. 

## Jugabilidad
El juego presenta una mecánica similar a la de Bomberman, con la diferencia de que el personaje principal es un automóvil tipo escarabajo antropomórfico y la temática está centrada en el automovilismo. Para avanzar a través de los distintos niveles, el jugador debe destruir bloques utilizando baterías explosivas que liberan una corriente eléctrica. El objetivo principal es eliminar a los demás vehículos alcanzándolos con las corrientes eléctricas, al mismo tiempo que se evita ser alcanzado por las corrientes enemigas. 
El juego incluye un modo multijugador en el que hasta cuatro jugadores pueden competir en una arena, ya sea contra otros jugadores o contra la inteligencia artificial.
Inicialmente, el juego iba a llamarse Denz's Traffic Panic (デンズ・トラフィック・パニック), y los ataques consistían en barriles explosivos en lugar de baterías eléctricas, pero esta mecánica fue modificada en la versión final. 

## Recepción
El juego ha sido bien recibido por los críticos de Internet, teniendo una puntuación de 3,65 estrellas de 5 en GameFAQs.